# ㄱ
Cette page contient des caractères spéciaux ou non latins. S’ils s’affichent mal (▯, ?, etc.), consultez la page d’aide Unicode.
ㄱ est le premier jamo du hangeul, l'alphabet utilisé pour transcrire le coréen.

## Description
Le jamo en coréen : ㄱ est nommé en coréen : 기역 (transcrit par giyeok en romanisation révisée et kiyŏk en McCune-Reischauer).
ㄱ transcrit les consonnes occlusives vélaires voisée (/g/) et sourde (/k/), suivant sa position dans une syllabe. L'écriture de ㄱ représente une vue de côté de l'arrière de la langue dressé vers le voile du palais lors de la prononciation de ce son.
Le jamo ㅋ est dérivé de ㄱ, avec une barre horizontale schématisant une aspiration.

## Représentation informatique
- Représentations Unicode :

| Bloc                            | Bloc                            | Jamo | Code   | Nom                             |
| ------------------------------- | ------------------------------- | ---- | ------ | ------------------------------- |
| Jamos hangeul                   | Consonne initiale               | ᄀ   | U+1100 | HANGÛL TCH'ÔSONG KIYOK          |
| Jamos hangeul                   | Consonne finale                 | ᆨ     | U+11A8 | HANGÛL DJÔNGSONG KIYOK          |
| Jamos de compatibilité          | Jamos de compatibilité          | ㄱ   | U+3131 | LETTRE HANGÛL KIYOK             |
| Formes de demi et pleine chasse | Formes de demi et pleine chasse | ﾡ    | U+FFA1 | LETTRE HANGÛL KIYOK DEMI-CHASSE |